# L'amore che resta
(Annabel/Mia Wasikowska - dai dialoghi del film)
L'amore che resta (Restless) è un film del 2011 diretto da Gus Van Sant.
Film drammatico statunitense sceneggiato da Jason Lew, con protagonisti Mia Wasikowska e l'esordiente Henry Hopper.
Girato a Portland, in Oregon, e prodotto da Bryce Dallas Howard, Ron Howard e Brian Grazer per la Sony Pictures Classics e la Imagine Entertainment, è stato distribuito nelle sale cinematografiche statunitensi a partire dal 16 settembre 2011. Prima di allora era stato proiettato il 12 maggio nella sezione Un Certain Regard del Festival di Cannes.

## Trama
Enoch è un ragazzo i cui genitori sono morti in un incidente avvenuto con l'auto su cui viaggiava anche lui, ancora in tenera età. La sua vita si svolge solitaria con l'unica "compagnia" del fantasma di un kamikaze giapponese morto durante la seconda guerra mondiale. Nel tentativo di superare, esorcizzandolo, il trauma per il tragico avvenimento, il giovane Enoch assiste a cerimonie funebri di perfetti sconosciuti e proprio durante una di queste conosce una sua coetanea, Annabel Cotton, con cui stringe quasi subito un'amicizia che diviene più intima quando la ragazza rivela di essere affetta da un tumore maligno al cervello e di avere solo tre mesi di vita. Nella cornice di una storia d'amore adolescenziale Enoch ed Annabel compiono insieme un duro percorso di crescita, che li conduce ad elaborare una più matura consapevolezza di cosa siano e significhino amore, vita e morte.

## Produzione
Gus Van Sant ha firmato per dirigere Restless nell'agosto del 2009. Il film si basa sulla piece teatrale Of Winter and Water Birds, scritta dall'attore Jason Lew, concepita inizialmente per il teatro ma portata sul grande schermo grazie all'interessamento di Bryce Dallas Howard, compagna di college di Lew, che ha prodotto il film assieme alla Imagine Entertainment di suo padre Ron Howard e del socio Brian Grazer.

### Cast
Nel mese di ottobre 2009 Mia Wasikowska ha aderito al progetto come protagonista femminile. Nel mese di novembre, Henry Hopper, figlio dello scomparso Dennis Hopper, è stato ingaggiato come protagonista maschile. Oltre a Hopper, del cast fa parte un'altra figlia d'arte, Schuyler Fisk, figlia dell'attrice Sissy Spacek.

### Riprese
Con un budget di 15 milioni di dollari, le riprese sono iniziate a Portland il 12 novembre 2009 e si sono concluse nel dicembre 2009, con la post-produzione completata nel luglio 2010. Il primo trailer è stato distribuito a fine ottobre 2010.

## Distribuzione
La distribuzione nelle sale cinematografiche statunitensi era previsto per 28 gennaio 2011 a cura della Columbia Pictures, ma l'uscita è stata posticipata al 16 settembre 2011. In Italia il film è stato distribuito nelle sale il 7 ottobre 2011.
È stato presentato nella sezione Un Certain Regard del 64º Festival di Cannes.